# 楊任
楊 任（よう じん）は、中国後漢時代末期の人物。張魯配下の武将。
建安20年（215年）7月、張魯は張衛・楊昂らを陽平関の守備に当たらせていたが、曹操配下の高祚らの夜襲を受けて大敗した（陽平関の戦い）。正史『三国志』においては、楊任はこの時に斬られた将としてのみ名が伝わる。

## 三国志演義
羅貫中の小説『三国志演義』では楊昂と同格の大将として登場し、陽平関付近の砦を守る。曹操軍との諸戦では夏侯淵・張郃らの軍に夜襲をかけ、勝利を収めた。その後、曹操が撤退したとの情報が入ると、楊昂が楊任の反対を振り切って追撃。濃霧で立ち往生している間に、夏侯淵に砦を奪われる。楊任はこの救援に訪れたが、多勢に無勢で敗走。楊昂は張郃に殺され、陽平関を守っていた張衛も撤退する。
復讐に燃える楊任は、再度軍勢を預かって出撃。夏侯淵との一騎打ちとなり、三十余合打ち合うが、最期は拖刀の計にかかって斬り落とされる。